# Ceropteris chrysophylla
Ceropteris chrysophylla là một loài dương xỉ trong họ Pteridaceae. Loài này được Link mô tả khoa học đầu tiên năm 1841.
Danh pháp khoa học của loài này chưa được làm sáng tỏ. 